# Evald Tang Kristensen
Evald Tang Kristensen (24. januar 1843 i Nr. Bjert ved Kolding – 9. april 1929 i Mølholm) var en dansk skolelærer og folkemindesamler.

## Liv
Hans far, Anders Kristensen, var degn og døde ganske tidligt i en alder af 34 år. Hans mor, Ane Persine Sand, giftede sig med Hans Peter Hansen Schuster.
Stedfaren var også lærer og fik embede i Øby øst for Viborg.
Fra 1852 er familien bosat i Brandstrup, her var stedfaderen degn. Opvæksten var ikke lykkelig, Evald Tang Kristensen havde ikke sin moders fortrolighed og stedfaderen styrede opdragelsen. Ønsket om en uddannelse som læge blev af økonomiske grunde ikke imødekommet. I stedet blev han straks efter sin konfirmation sendt til Lyngby ved Grenå med henblik på en uddannelse som lærer.
I 1861 dimitteredes han fra Lyngby Seminarium med karakteren "Meget duelig". Han blev herefter hjælpelærer i Husby. Så lærer i Helstrup nær Randers. I 1864 supplerede han sin uddannelse med en tillægseksamen i musik og kirkesang. Med denne eksamen kunne han i 1866 ansættes som degn og kirkesanger i Gjellerup ved Herning.
Evald Tang Kristensen var i 1864 blevet gift med sin kusine Frederikke Duedahl. Ægteskabet varede kun kort idet Frederikke døde i barselseng tillige med barnet. I 1872 indgik han nyt ægteskab, denne gang med sin kusine Ane Margrethe Risum. 1876 flyttede parret til Fårup og var bosat her til 1884, hvor Evald Tang Kristensen blev ansat ved skolen i Brandstrup.
Evald Tang Kristensen havde en datter Sigyn Kathrine Bursig Kristensen (9. sept. 1878 i Faarup - død ugift 15. februar 1899 i Mølholm). I 1888 fik han tildelt en understøttelse fra staten, der gjorde det muligt for ham at opgive skoleembedet for at arbejde med indsamlingen af folkeminder. I mere end 50 år indsamlede han viser, eventyr, sagn, beskrivelser, historier og levnedsbeskrivelser fra omkring 6.500 meddelere, hovedsageligt i de fattige klasser.
Det resulterede i mange bøger, som han selv finansierede og udgav i små oplag i en tid med begrænset interesse. Senere er de blevet en højt skattet kilde til viden om det 19. århundredes folkeliv.
I 1888 købte Evald Tang huset Østergade 19 i Hadsten. Det er for længst nedrevet.
Han skrev mange af sine største værker i Hadsten, og fotograf Peder Olsen illustrerede mange af hans digte og samlinger. Herunder ses et brev til Evald Tang Kristensen fra Amalienborg i anledningen af at Evald Tang Kristensen havde ansøgt om at tilegne Hans Majestæt Christian 9. værket Danske Sagn.
| Citat                            | -Efter at jeg altunderdanigst har foredraget Hans Majestæt Kongen denne sag, skal jeg efter allerhøjeste befaling herved meddele Dem, at Hans Majestæt med varm påskønnelse af de føleser, der ligger til grund for det af Dem således udtalte ønske, gerne tillader, at Deres overnævnte betydningsfulde nationale arbejde dediceres Allehøjstsamme. Amalienborg d. 31. oktober 1898 | Citat |
| Fr. Rosenstand, Kabinetssekretær | |       |

Fra 1897 bosat i Mølholm ved Vejle, hvor Evald Tang Kristensen fik opført en villa med navnet "Mindebo". I dette hus boede han resten af sit liv. Han blev enkemand i 1900 og giftede sig igen i 1905 med Kirsten Marie Jensen Huus, som overlevede ham efter 29 års ægteskab. Han fik i alt otte børn i de to sidste ægteskaber. Han havde komponisten Percy Grainger med på indsamlingsture i Jylland. Evald Tang Kristensen døde 8. april 1929 og blev begravet i Vejle.

## Udvalgte værker
- Sagn fra Jylland. Jyske Folkeminder, 1880
- Æventyr fra Jylland. Jyske Folkeminder, 1881
- Sagn og Overtro fra Jylland. Jyske Folkeminder, 1883
- Gamle viser i Folkemunde, 1891
- Gamle folks fortællinger om det jyske almueliv, som det er blevet ført i mands minde, samt enkelte oplysende sidestykker fra øerne, 1891-94 (Link til digital udgave Arkiveret 1. oktober 2020 hos  Wayback Machine)
- Mosekonen brygger. Æventyr og Legender, 1891
- Danske sagn, som de har lydt i folkemunde, udelukkende efter utrykte kilder samlede og tildels optegnede af Evald Tang Kristensen, 1892-1901 [2]

1. Bjærgfolk, 1892 (link til digital udgave) Arkiveret 1. oktober 2020 hos  Wayback Machine)
2. Ellefolk, nisser ovs. religiøse sagn ; Lys og varsler, 1893 (link til digital udgave) Arkiveret 1. oktober 2020 hos  Wayback Machine)
3. Kjæmper ; Kirker ; Andre stedlige sagn ; Skatte, 1895 (link til digital udgave) Arkiveret 1. oktober 2020 hos  Wayback Machine)
4. Personsagn, 1896 (link til digital udgave) Arkiveret 1. oktober 2020 hos  Wayback Machine)
5. Spøgelser og gjenfærd, 1897 (link til digital udgave) Arkiveret 13. september 2016 hos  Wayback Machine)
6. Bind 6. Første Halvdel: Djævelskunster, kloge mænd og koner, 1900 (link til digital udgave. Side 1-458 i den digitale fil) Arkiveret 1. oktober 2020 hos  Wayback Machine)
7. Bind 6. Anden Halvdel: Hekseri og sygdomme, 1901 (link til digital udgave. Side 459-1108 i den digitale fil) Arkiveret 1. oktober 2020 hos  Wayback Machine)

- Æventyr fra Jylland, 1895
- Danske Dyrefabler og Kjæderemser, 1896
- Danske Børnerim, Remser og Lege, 1896
- Gamle folks fortællinger om det jyske almueliv, Tillægsbind, 1900-02
- Gamle Kildevæld, 1927
- Minder og Oplevelser, 4 bind, 1923-27

1. Minder og Oplevelser, bind 1(link til digital udgave) Arkiveret 1. oktober 2020 hos  Wayback Machine,
2. Minder og Oplevelser, bind 2 (link til digital udgave) Arkiveret 1. oktober 2020 hos  Wayback Machine
3. Minder og Oplevelser, bind 3 (link til digital udgave) Arkiveret 1. oktober 2020 hos  Wayback Machine,
4. Minder og Oplevelser, bind 4(link til digital udgave) Arkiveret 1. oktober 2020 hos  Wayback Machine)